# 扬·波拉克
扬·波拉克（1981年3月14日—），捷克足球运动员，司職中場，现效力于德甲球會禾夫斯堡。

## 生平

### 球會
這名球員早年效力捷克一些小型球會，於2005年加盟德甲的纽伦堡。他在紐倫堡期間共上陣62場比賽入了4球。2007年他再轉投比利時聯賽球會安德列治，是該支球會歷來第二高身價球會，達三百五十萬歐元。

### 國家隊
他早於1999年已代表捷克国家足球队比賽，當時已是國家青年隊成員，贏過2002年歐洲青年國家盃。當上正式國腳後，他出席過2006年世界盃和2008年欧洲国家盃，但都只打了第一圈就打道回府。

## 榮譽
- 歐洲青年國家盃（英语：2002 UEFA European Under-21 Football Championship）：2002